# ICC Champions Trophy 2002
Die ICC Champions Trophy 2002 wurde vom 12. bis zum 30. September 2002 in Sri Lanka ausgetragen. Es war die dritte Champions Trophy im ODI-Cricket, die vom Weltverband International Cricket Council (ICC) organisiert wird und nach den Asia Cups der Jahre 1986 sowie 1997 das dritte wichtige Cricketturnier das vollständig in Sri Lanka ausgetragen wurde. Das Land war zuvor einer der Mitgastgeber des Cricket World Cup 1996, zusammen mit Indien und Pakistan.
Zwölf Cricket-Nationalmannschaften nahmen an der ICC Champions Trophy 2002 teil: Die damals zehn Test-Cricket-Länder (Australien, Bangladesch, England, Indien, Neuseeland, Pakistan, Simbabwe, Sri Lanka, Südafrika und die West Indies), zusammen mit den assoziierten Mitgliedern Kenia und Niederlande. Die Mannschaften wurden in vier Gruppen zu je drei Teams eingeteilt, wobei jedes einmal gegen die anderen der Gruppe antrat. Der Gruppenerste jeder Gruppe qualifizierte sich hiernach für das Halbfinale, dessen Gewinner im Finale aufeinandertrafen.
Australien, Indien, Sri Lanka und Südafrika erreichten das Halbfinale. Indien besiegte Südafrika und Sri Lanka Australien, woraufhin die beiden südasiatischen Mannschaften Indien und Sri Lanka im Finale aufeinandertrafen. Im Finale konnte kein Sieger ermittelt werden, da Regenfälle zwei Tage lang eine reguläre Austragung verhinderten. Somit wurden beide Finalisten zum Turniersieger erklärt. Der Titelverteidiger Neuseeland schied bereits in der Vorrunde aus.

## Vergabe
Der International Cricket Council vergab die ICC Champions Trophy 2002 an Sri Lanka. Erstmals besuchten alle damaligen Vollmitglieder des ICC Sri Lanka für ein Turnier und nach den Asia Cups der Jahre 1986 sowie 1997 war es das dritte Cricketturnier das vollständig in Sri Lanka ausgetragen wurde. Sri Lanka war zuvor einer der Mitgastgeber des Cricket World Cup 1996.

## Teilnehmer
Die damals zehn Test-Cricket-Länder qualifizierten sich automatisch für die ICC Champions Trophy 2002: Australien, Bangladesch, England, Indien, Neuseeland, Pakistan, Simbabwe, Sri Lanka und die West Indies. Außerdem qualifizierten sich Kenia und die Niederlande, die zu diesem Zeitpunkt ODI-Status besaßen, für das Turnier.

Teilnehmende Länder der ICC Champions Trophy 2002; insgesamt zwölf Teams nahmen teil.
Qualifiziert als Vollmitglied des International Cricket Council (ICC)
Qualifiziert als Mitglied des ICC mit ODI-Status
Keine Teilnahme

| Land        | Qualifikationsgrundlage | Turnierteilnahme | Letztmalige Teilnahme | Bestes Ergebnis  |
| ----------- | ----------------------- | ---------------- | --------------------- | ---------------- |
| Australien  | Vollmitglieder          | Dritte           | 2000                  | 5. Platz (2000)  |
| Bangladesch | Vollmitglieder          | Zweite           | 2000                  | 9. Platz (2000)  |
| England     | Vollmitglieder          | Dritte           | 2000                  | 5. Platz (1998)  |
| Indien      | Vollmitglieder          | Dritte           | 2000                  | Finalist (2000)  |
| Neuseeland  | Vollmitglieder          | Dritte           | 2000                  | Sieger (2000)    |
| Pakistan    | Vollmitglieder          | Dritte           | 2000                  | 3. Platz (2000)  |
| Simbabwe    | Vollmitglieder          | Dritte           | 2000                  | 8. Platz (2000)  |
| Sri Lanka   | Vollmitglieder          | Dritte           | 2000                  | 4. Platz (1998)  |
| Südafrika   | Vollmitglieder          | Dritte           | 2000                  | Sieger (1998)    |
| West Indies | Vollmitglieder          | Dritte           | 2000                  | Finalist (1998)  |
| Kenia       | ODI-Status              | Zweite           | 2000                  | 10. Platz (2000) |
| Niederlande | ODI-Status              | Erste            | –                     | Debüt            |

## Stadien
Die Spiele wurden in zwei sri-lankischen Stadien ausgetragen. Insgesamt wurden 15 Partien während der ICC Champions Trophy 2002 ausgetragen, darunter die zwei Halbfinals und das Finale.
| R. Premadasa Stadium |

| Sinhalese Sports Club Ground |

| R. Premadasa Stadium |

| Sinhalese Sports Club Ground |

## Format
Die ICC Champions Trophy 2002 wurde über 19 Tage zwischen zwölf verschiedenen Mannschaften über 15 Spiele ausgetragen. Sie begann am 12. September 2002 im R. Premadasa Stadium in Colombo mit dem Eröffnungsspiel zwischen dem Gastgeber Sri Lanka und Pakistan. Das Turnier endete am 30. September im denselben Stadion mit dem Finale zwischen Indien und Sri Lanka, das zwei Mal wegen Regens nicht ausgetragen werden konnte, wonach sich beide Mannschaften die ICC Champions Trophy teilten.

### Spielplan
Die nachfolgende Tabelle zeigt das tägliche Programm der ICC Champions Trophy 2002. Dabei steht ein violettes Kästchen für die Qualifikationsspiele, ein grünes Kästchen für Finalrundenspiele und ein gelbes Kästchen für das Finale.
| Vorrunde September   | Do. 12. | Fr. 13. | Sa. 14. | So. 15. | Mo. 16. | Di. 17. | Mi. 18. | Do. 19. | Fr. 20. | Sa. 21. | So. 22. | Mo. 23. |
| -------------------- | ------- | ------- | ------- | ------- | ------- | ------- | ------- | ------- | ------- | ------- | ------- | ------- |
| Gruppe 1             |         |         |         | 1       |         |         |         | 1       |         |         |         | 1       |
| Gruppe 2             |         |         | 1       |         |         |         | 1       |         |         |         | 1       |         |
| Gruppe 3             |         | 1       |         |         |         | 1       |         |         | 1       |         |         |         |
| Gruppe 4             | 1       |         |         |         | 1       |         |         |         |         | 1       |         |         |
| Finalrunde September | Di. 24. | Mi. 25. | Do. 26. | Fr. 27. | Sa. 28. | So. 29. | Mo. 30. |         |         |         |         |         |
| Finalrunde           |         | 1       |         | 1       |         | 1       | 1       |         |         |         |         |         |

| Farblegende |
| Vorrunde    |
| Finalrunde  |
| Finale      |

### Gruppen
| Gruppe 1                          | Gruppe 2                | Gruppe 3                    | Gruppe 4                       |
| --------------------------------- | ----------------------- | --------------------------- | ------------------------------ |
| Australien Bangladesch Neuseeland | England Indien Simbabwe | Kenia Südafrika West Indies | Niederlande Pakistan Sri Lanka |

### Vorrunde
Die Champions Trophy 2002 wurde zwischen zwölf Nationalmannschaften ausgespielt. Für die Vorrunde wurden die Mannschaften in vier Gruppen zu je drei Mannschaften eingeteilt. In welche Gruppe jede Mannschaft eingeteilt wurde, wurde in der Auslosung festgelegt. Jede Mannschaft bestritt ein Spiel gegen jede andere seiner Gruppe. Für einen Sieg gab es vier Tabellenpunkte, für ein Unentschieden oder No Result zwei Punkte, für eine Niederlage keinen Punkt. Hatten zwei Mannschaften dieselbe Anzahl an Tabellenpunkten, wurde der Tabellenrang anhand der Net Run Rate, gefolgt von der Net Bowl Rate und dem direkten Vergleich ermittelt.
Am Ende der Vorrunde qualifizierten sich die jeweils besten einer Gruppe für die Finalrunde.

### Finalrunde
Ab dieser Phase nahm das Turnier ein K.-o.-System an. Jedes Spiel musste zwingend mit einem Sieg enden. Gab es nach beiden Innings keinen Sieger, wurde das Spiel durch ein Bowl-out entschieden.

## Kaderlisten
| ODI | ODI | ODI | ODI |
| Australien | Bangladesch | England | Indien |
| --- | --- | --- | --- |
| - Ricky Ponting (K) - Adam Gilchrist (VK) - Michael Bevan - Jason Gillespie - Nathan Hauritz - Matthew Hayden - Brett Lee - Darren Lehmann - Jimmy Maher - Damien Martyn - Glenn McGrath - Shane Warne - Shane Watson                    | - Khaled Mashud (K) - Al Sahariar - Alok Kapali - Fahim Muntasir - Habibul Bashar - Javed Omar - Khaled Mahmud - Mohammad Manjural Islam - Mazharul Haque - Mohammad Ashraful - Mohammad Rafique - Talha Jubair - Tapash Baisya - Tushar Imran                                     | - Nasser Hussain (K) - Ian Blackwell - Andrew Caddick - Rikki Clarke - Dominic Cork - Ashley Giles - Matthew Hoggard - Ronnie Irani - James Kirtley - Nick Knight - Owais Shah - Jeremy Snape - Alec Stewart (wk) - Marcus Trescothick                | - Sourav Ganguly (K) - Rahul Dravid (VK) - Sachin Tendulkar - Virender Sehwag - Dinesh Mongia - Mohammad Kaif - Anil Kumble - Harbhajan Singh - Zaheer Khan - Ajit Agarkar - Yuvraj Singh - Jai Prakash Yadav - Ashish Nehra - VVS Laxman - Javagal Srinath   |
| Kenia | Niederlande | Neuseeland | Pakistan |
| - Steve Tikolo (K) - Thomas Odoyo (VK) - Joseph Angara - Jimmy Kamande - Brijal Patel - Collins Obuya - David Obuya - Maurice Odumbe - Peter Ongondo - Lameck Onyango - Kennedy Otieno - Ravindu Shah - Tony Suji - Martin Suji          | - Roland Lefebvre (K) - Luuk van Troost - Daan van Bunge - Jacob-Jan Esmeijer - Victor Grandia - Feiko Kloppenburg - Tim de Leede - Hendrik-Jan Mol - Robert van Oosterom - Adeel Raja - Edgar Schiferli - Reinout Scholte - Nick Statham - Bas Zuiderent                          | - Stephen Fleming (K) - Nathan Astle - Shane Bond - Chris Harris - Paul Hitchcock - Kyle Mills - Chris Nevin - Jacob Oram - Mathew Sinclair - Scott Styris - Glen Sulzberger - Daryl Tuffey - Daniel Vettori - Lou Vincent                            | - Waqar Younis (K) - Inzamam-ul-Haq (VK) - Abdul Razzaq - Imran Nazir - Misbah-ul-Haq - Mohammad Sami - Yousuf Youhana - Rashid Latif (wk) - Saeed Anwar - Shahid Afridi - Shoaib Akhtar - Shoaib Malik - Wasim Akram - Younis Khan                           |
| Simbabwe | Sri Lanka | Südafrika | West Indies |
| - Heath Streak (K) - Alistair Campbell - Stuart Carlisle - Dion Ebrahim - Sean Ervine - Andy Flower - Grant Flower - Travis Friend - Douglas Hondo - Dougie Marillier - Mpumelelo Mbangwa - Raymond Price - Tatenda Taibu - Guy Whittall | - Sanath Jayasuriya (K) - Russel Arnold - Marvan Atapattu - Mahela Jayawardene - Aravinda de Silva - Upul Chandana - Kumar Sangakkara - Kumar Dharmasena - Tillakaratne Dilshan - Chaminda Vaas - Hasantha Fernando - Dilhara Fernando - Muttiah Muralitharan - Pulasthi Gunaratne | - Shaun Pollock (K) - Dale Benkenstein - Nicky Boje - Mark Boucher - Alan Dawson - Boeta Dippenaar - Allan Donald - Herschelle Gibbs - Jacques Kallis - Lance Klusener - Makhaya Ntini - Justin Ontong - Jonty Rhodes - Graeme Smith - Robin Peterson | - Carl Hooper (K) - Shivnarine Chanderpaul - Pedro Collins - Corey Collymore - Cameron Cuffy - Mervyn Dillon - Vasbert Drakes - Chris Gayle - Ryan Hinds - Wavell Hinds - Ridley Jacobs - Brian Lara - Runako Morton - Mahendra Nagamootoo - Ramnaresh Sarwan |

## Turnier

### Vorrunde
Die zwölf teilnehmenden Mannschaften wurden in vier Gruppen à drei Teams aufgeteilt, wobei sich die jeweiligen Gruppensieger für das Halbfinale qualifizierten:

#### Gruppe 1
Tabelle
| Gruppe 1    | Sp. | S | N | NR | P | NRR    |
| ----------- | --- | - | - | -- | - | ------ |
| Australien  | 2   | 2 | 0 | 0  | 8 | +3.461 |
| Neuseeland  | 2   | 1 | 1 | 0  | 4 | +0.030 |
| Bangladesch | 2   | 0 | 2 | 0  | 0 | −3.275 |

Spiele
| 15. September Scorecard | Colombo (SSC) | Australien 296-7 (50)           | – | Neuseeland 132 (26.2) |
|                         |               | Australien gewinnt mit 164 Runs |   |                       |

Australien gewann den Münzwurf und entschied sich als Schlagmannschaft zu beginnen. Als Spieler des Spiels wurde Glenn McGrath ausgezeichnet.
| 19. September Scorecard | Colombo (SSC) | Bangladesch 129 (45.2)           | – | Australien 133-1 (20.4) |
|                         |               | Australien gewinnt mit 9 Wickets |   |                         |

Bangladesch gewann den Münzwurf und entschied sich als Schlagmannschaft zu beginnen. Als Spieler des Spiels wurde Jason Gillespie ausgezeichnet.
| 23. September Scorecard | Colombo (SSC) | Bangladesch 244-9 (50)          | – | Australien 77 (19.3) |
|                         |               | Neuseeland gewinnt mit 167 Runs |   |                      |

Bangladesch gewann den Münzwurf und entschied sich als Feldmannschaft zu beginnen. Als Spieler des Spiels wurde Shane Bond ausgezeichnet.

#### Gruppe 2
Tabelle
| Gruppe 2 | Sp. | S | N | NR | P | NRR    |
| -------- | --- | - | - | -- | - | ------ |
| Indien   | 2   | 2 | 0 | 0  | 8 | +0.816 |
| England  | 2   | 1 | 1 | 0  | 4 | +0.401 |
| Simbabwe | 2   | 0 | 2 | 0  | 0 | −1.125 |

Spiele
| 14. September Scorecard | Colombo (RPS) | Indien 288-6 (50)          | – | Simbabwe 274-8 (50) |
|                         |               | Indien gewinnt mit 14 Runs |   |                     |

Indien gewann den Münzwurf und entschied sich als Schlagmannschaft zu beginnen. Als Spieler des Spiels wurde Mohammad Kaif ausgezeichnet.
| 18. September Scorecard | Colombo (RPS) | England 298-8 (50)           | – | Simbabwe 190-9 (48/48) |
|                         |               | England gewinnt mit 108 Runs |   |                        |

England gewann den Münzwurf und entschied sich als Schlagmannschaft zu beginnen. Als Spieler des Spiels wurde Marcus Trescothick ausgezeichnet.
| 22. September Scorecard | Colombo (RPS) | England 269-7 (50)           | – | Indien 271-2 (39.3) |
|                         |               | Indien gewinnt mit 8 Wickets |   |                     |

England gewann den Münzwurf und entschied sich als Schlagmannschaft zu beginnen. Als Spieler des Spiels wurde Virender Sehwag ausgezeichnet.

#### Gruppe 3
Tabelle
| Gruppe 3    | Sp. | S | N | NR | P | NRR    |
| ----------- | --- | - | - | -- | - | ------ |
| Südafrika   | 2   | 2 | 0 | 0  | 8 | +1.856 |
| West Indies | 2   | 1 | 1 | 0  | 4 | +0.202 |
| Kenia       | 2   | 0 | 2 | 0  | 0 | −2.050 |

Spiele
| 13. September Scorecard | Colombo (SSC) | West Indies 238-8 (50)          | – | Südafrika 242-8 (49) |
|                         |               | Südafrika gewinnt mit 2 Wickets |   |                      |

Südafrika gewann den Münzwurf und entschied sich als Feldmannschaft zu beginnen. Als Spieler des Spiels wurde Jonty Rhodes ausgezeichnet.
| 17. September Scorecard | Colombo (SSC) | West Indies 261-6 (50)          | – | Kenia 232 (49.1) |
|                         |               | West Indies gewinnt mit 29 Runs |   |                  |

Die West Indies gewannen den Münzwurf und entschieden sich als Schlagmannschaft zu beginnen. Als Spieler des Spiels wurde Brian Lara ausgezeichnet.
| 20. September Scorecard | Colombo (SSC) | Südafrika 316-5 (50)           | – | Kenia 140 (46.5) |
|                         |               | Südafrika gewinnt mit 176 Runs |   |                  |

Südafrika gewann den Münzwurf und entschied sich als Schlagmannschaft zu beginnen. Als Spieler des Spiels wurde Herschelle Gibbs ausgezeichnet.

#### Gruppe 4
Tabelle
| Gruppe 4    | Sp. | S | N | NR | P | NRR    |
| ----------- | --- | - | - | -- | - | ------ |
| Sri Lanka   | 2   | 2 | 0 | 0  | 8 | +2.861 |
| Pakistan    | 2   | 1 | 1 | 0  | 4 | −1.245 |
| Niederlande | 2   | 0 | 2 | 0  | 0 | −4.323 |

Spiele
| 12. September Scorecard | Colombo (RPS) | Pakistan 200 (49.4)             | – | Sri Lanka 201-2 (36.1) |
|                         |               | Sri Lanka gewinnt mit 8 Wickets |   |                        |

Pakistan gewann den Münzwurf und entschied sich als Schlagmannschaft zu beginnen. Als Spieler des Spiels wurde Sanath Jayasuriya ausgezeichnet.
| 16. September Scorecard | Colombo (RPS) | Sri Lanka 292-6 (50)            | – | Niederlande 86 (29.3) |
|                         |               | Sri Lanka gewinnt mit 8 Wickets |   |                       |

Sri Lanka gewann den Münzwurf und entschied sich als Schlagmannschaft zu beginnen. Als Spieler des Spiels wurde Marvan Atapattu ausgezeichnet.
| 21. September Scorecard | Colombo (RPS) | Niederlande 136 (50)           | – | Pakistan 142-1 (16.2) |
|                         |               | Pakistan gewinnt mit 9 Wickets |   |                       |

Die Niederlande gewann den Münzwurf und entschied sich als Schlagmannschaft zu beginnen. Als Spieler des Spiels wurde Shahid Afridi ausgezeichnet.

### Halbfinale
| 25. September Scorecard | Colombo (RPS) | Indien 261-9 (50)          | – | Südafrika 251-6 (50) |
|                         |               | Indien gewinnt mit 10 Runs |   |                      |

Indien gewann den Münzwurf und entschied sich als Schlagmannschaft zu beginnen. Als Spieler des Spiels wurde Virender Sehwag ausgezeichnet.
| 27. September Scorecard | Colombo (RPS) | Australien 162 (48.4)      | – | Sri Lanka 163-3 (40) |
|                         |               | Indien gewinnt mit 10 Runs |   |                      |

Australien gewann den Münzwurf und entschied sich als Schlagmannschaft zu beginnen. Als Spieler des Spiels wurde Aravinda de Silva ausgezeichnet.

### Finale
| 29. September Scorecard | Colombo (RPS) | Sri Lanka 222-7 (50) | – | Indien 38-1 (8.4) |
|                         |               | No Result            |   |                   |

Sri Lanka gewann den Münzwurf und entschied sich als Schlagmannschaft zu beginnen. Spiel wurde nach Regenfällen abgebrochen und neu am folgenden Tag angesetzt.
| 30. September Scorecard | Colombo (RPS) | Sri Lanka 244-5 (50) | – | Indien 14-0 (2) |
|                         |               | No Result            |   |                 |

Sri Lanka gewann den Münzwurf und entschied sich als Schlagmannschaft zu beginnen.
Da beide Spiele mit einem No Result endeten, wurden beide Teams als Sieger ernannt.

## Statistiken

Ergebnis der ICC Champions Trophy 2002:
Sieger
Halbfinalteilnahme
In der Gruppenphase ausgeschieden
Keine Teilnahme

Während des Turniers wurden folgende Statistiken erzielt.
| ODIs                | ODIs       | ODIs    | ODIs    | ODIs    | ODIs    | ODIs    | ODIs    | ODIs    |
| Batting             | Batting    | Batting | Batting | Batting | Batting | Batting | Batting | Batting |
| Spieler             | Mannschaft | Spiele  | Innings | Runs    | Average | HS      | 100s    | 50s     |
| ------------------- | ---------- | ------- | ------- | ------- | ------- | ------- | ------- | ------- |
| Virender Sehwag     | Indien     | 5       | 5       | 271     | 90,33   | 126     | 1       | 1       |
| Sanath Jayasuriya   | Sri Lanka  | 5       | 5       | 254     | 63,50   | 102*    | 1       | 1       |
| Herschelle Gibbs    | Südafrika  | 3       | 3       | 240     | 120,00  | 116*    | 2       | 0       |
| Marvan Atapattu     | Sri Lanka  | 5       | 5       | 204     | 40,80   | 101     | 1       | 1       |
| Andy Flower         | Simbabwe   | 2       | 2       | 189     | 94,50   | 145     | 1       | 0       |
| Bowling             |            |         |         |         |         |         |         |         |
| Spieler             | Mannschaft | Spiele  | Overs   | Wickets | Average | BBI     | 5W      | 10W     |
| Muthiah Muralidaran | Sri Lanka  | 5       | 25.1    | 10      | 7,00    | 4/15    | 0       | 0       |
| Glenn McGrath       | Australien | 3       | 25.0    | 8       | 11,87   | 5/37    | 1       | 0       |
| Douglas Hondo       | Simbabwe   | 2       | 15.0    | 8       | 13,37   | 4/45    | 0       | 0       |
| Zaheer Khan         | Indien     | 5       | 48.0    | 8       | 24,87   | 4/45    | 0       | 0       |
| Shane Bond          | Neuseeland | 2       | 15.0    | 6       | 14,00   | 4/21    | 0       | 0       |